# Port lotniczy Ba'kelalan
Port lotniczy Ba'kelalan (IATA: BKM, ICAO: WBGQ) – port lotniczy położony w Ba'kelalan, w stanie Sarawak, w Malezji.